# Pseudoarabidopsis toxophylla
Pseudoarabidopsis es un género monotípico de plantas con flores de la familia Brassicaceae. Su única especie, Pseudoarabidopsis toxophylla, es originaria de Asia Central.

## Taxonomía
Pseudoarabidopsis toxophylla fue descrita por (M.Bieb.) Al-Shehbaz, O'Kane & R.A.Price y publicado en Novon 9(3): 304. 1999.
Sinonimia
- Arabidopsis toxophylla (M.Bieb.) N.Busch
- Arabis toxophylla M.Bieb.
- Arabis wolgensis Willd. ex Ledeb.
- Hesperis toxophylla (M. Bieb.) Kuntze
- Sisymbrium toxophyllum (M.Bieb.) C.A.Mey.
- Stenophragma toxophyllum (M. Bieb.) B. Fedtsch.
- Thellungiella toxophylla (M.Bieb.) V.I.Dorof.[3]